# Římskokatolická farnost Stádlec
Římskokatolická farnost Stádlec je zaniklé územní společenství římských katolíků v rámci táborského vikariátu Českobudějovické diecéze.

## O farnosti

### Historie
V roce 1787 byla ve Stádlci zřízena místní duchovní správa při zámecké kapli Panny Marie Bolestné. Z té byla později vytvořena lokálie a nakonec v roce 1857 samostatná farnost. Tato farnost nikdy neměla "běžný" farní kostel. Farní status zůstal při již zmíněné zámecké kapli. Rodákem ze Stádlce byl Mons. František Bernard Vaněk, pozdější děkan v Pelhřimově, který se stal obětí nacistického pronásledování katolické církve († 1. dubna 1943 v KT Dachau). 
Farnost byla spravována excurrendo z Opařan.  Zrušená byla k 31. prosinci 2019, jejími posledními správci byli:
- 2007–2008 P. ThLic. Petr Ivan Božik O.Praem.
- 2008–2011 Mgr. Jozef Leškovský OPraem.
- 2011–2012 P. Metoděj Zdeněk Kozubík OPraem.
- 2012–2019 R. D. Josef Charypar

### Současnost
Od 1. ledna 2020 je území bývalé farnosti součástí Římskokatolické farnosti Opařany, která je excurrendo spravovaná R. D. Ing. Mgr. Pavlem Němcem, DiS.
| Kostel                     | Místo   | Bohoslužba             | Bohoslužba             | Poznámka      |
| -------------------------- | ------- | ---------------------- | ---------------------- | ------------- |
| Kaple Panny Marie Bolestné | Stádlec | neslouží se pravidelně | neslouží se pravidelně | zámecká kaple |